# Andreas von Everdingen
Maître Andreas von Everdingen, mort avant 1412, est le septième maitre d'œuvre de la cathédrale de Cologne.

## Fonctions
Vers 1395, il succède à Maître Michael. Lors du renversement du Conseil de ville en 1396, Andreas est du côté des guildes. En 1398, il est mentionné comme Andres Meister im Tum. En 1412, il apparaît comme (défunt) chef de chantier de la cathédrale à Cologne. Il a construit le deuxième étage de la tour sud, sur laquelle la grue de la cathédrale (de) est restée pendant plus de cinq cent ans un point de repère de la ville de Cologne. Il était marié à Aleid. En 1425 lui succède Nikolaus van Bueren (1380-1445).